# Capnia pygmaea
Capnia pygmaea is een steenvlieg uit de familie Capniidae. De wetenschappelijke naam van de soort is voor het eerst geldig gepubliceerd in 1840 door Zetterstedt.